# 拉包圣米哈伊
拉包圣米哈伊（匈牙利語：Rábaszentmihály）是匈牙利杰尔-莫雄-肖普朗州所辖的一个村。总面积10.97平方公里，总人口502，人口密度45.8人/平方公里（2011年1月1日）。